# Поезд памяти (мультфильм)
«Поезд памяти» — советский мультипликационный фильм в смешанной технике, снятый режиссёром Николаем Серебряковым на студии «Союзмультфильм» в 1975 году по сценарию Алексея Спешнева по стихотворениям Пабло Неруды. Посвящён памяти Пабло Неруды. Лауреат приза за лучшую режиссуру VI международного кинофестиваля короткометражных и документальных фильмов в г. Гренобль (Франция, 1976) и большого приза VII международного кинофестиваля короткометражных фильмов в г. Тампере (Финляндия, 1977).

## Сюжет
По стихотворениям Пабло Неруды.
Под ритмичный стук. Документальные кадры похорон Пабло Неруды. Его фотография с женой. Снова те же кадры похорон. Неруда с собаками спускается по узкой винтовой лестнице. Снова те же кадры похорон. Неруда сидит в кресле, читает книгу. Улыбающийся Неруда. Снова те же кадры похорон. Неруда обнимается с женой. Неруда задумчиво сидит на скамейке. Неруда моргает. Снова те же кадры похорон. Неруда сидит на скамейке на осеннем берегу. Один за другим звенят два колокола.
Под песню о поезде из детства. По рельсам кадр приближается к названию фильма в конце туннеля. Летящий кувырком поезд последовательно сменяется проплывающими над рельсами кадрами горных ландашафтов, деревни, стройки, мегаполиса, больших скоплений людей, отдельными людьми, идущими на работу крестьянами, символичными позами, снова крестьянами, читающими людьми, теннисисткой, многими другими картинками.
Под песню-воспоминание о деревянном доме, разрушенном во время приграничной войны. Необычные смеси изображений животных, насекомых, птиц, рыб, ракушек на фоне домов сменяются портретами людей проплывающими над полями. Люди в лодках, воздушных шарах, самолётах раскачиваются на разных планах. Много других необычных картинок. Заканчивается путником уходящим за горизонт, опираясь на палку.
Под песню о мире. Снова рельсы. Навстречу поочерёдно много рук, приносящих разные материальные и духовные богатства. Руки лепят глиняный горшок. Ткач ткёт полотно. Плотники несут доски. Металлург разливает металл. Мальчик играет на гитаре. Скачет клоун. Девочка поливает цветы лейкой. Руки продолжают лепить горшок. Плотники продолжают носить доски. Женщина шьёт. Художник рисует. Нарисованная лошадь убегает, одновременно оставаясь на месте. Плотники продолжают носить доски. Девушка в окне играет на гитаре. Крестьяне идут работать. С цветами стоят жених и невеста. Муж и жена обнимаются в окне. Лошадь идёт над деревьями. Её догоняет и сливается с ней вторая лошадь. Потом третья. Потом четвёртая. Пятая. Женщины развешивают сушиться облака в небе. Облака уплывают за горизонт.
Под песню «Несчастная страна». Друг за дружкой повторяются кадры тревожно звонящего колокола и солдата, ворвавшегося в дом с винтовкой, перемежающиеся кадрами разбитых очков, посуды и стёкол. Странные картины, символизирующие нападение. Солдат, обыскивающий пленного. Средневековые закрытые военные доспехи. Арена. На арене безоружные с поднятыми руками, сверху доспехи, снизу солдаты с автоматами. Пленным завязывают глаза, связывают руки, их куда-то уводят, увозят. Маленькие дети пытаются убежать от войны. Все эти и последующие кадры символизируют ужасы войны, гражданской войны.
Под песню о любви. Женщина в длиннополом плаще, поднимает капюшон с лица. У неё пустые глаза. Вид города сверху. Навстречу нам по аллее бежит девушка. Сменяются кадры корабля, моста, дороги. Взлетают взмахнутые волосы. Полевые растения. Образы девушки. Бегущие лошади. Летящие пеликаны. Девушка убегает обратно по аллее.
Под песню «Предатели-генералы, посмотрите на мой мёртвый дом, на разломанную Испанию». Взрыв. Распахнутые от ужаса глаза. Ещё взрывы. Пролетают портреты в рамах, обломки быта. Приближается средневековый закрытый доспех. Женщины и мужчины в костюмах елизаветинской эпохи (со специфическими кружевными воротниками) на фоне средневековых крепостных стен. Шествие барабанщиков и музыкантов со шлюмажами на шлемах и фашистскими свастиками на парадных кирасах. Неуверенные девочки в белом, несущие на плечах свастики в венках. Марширующие солдаты. Старики закрывающие сморщенные лица сморщенными руками на фоне рушащихся домов. Бегущие в атаку солдаты. Идущие в поход испанские антифашисты.
Под песню про Сталинград. Кадры фашистского ночного факельного мероприятия в форме свастики. Немецкие солдаты, ломающие дверь в дом. Горящее пшеничное поле. Плачущая старуха с младенцем на руках. Развалины Сталинграда. Латиноамериканка с ребёнком. Снова развалины Сталинграда. Другая латиноамериканка. Снова развалины. Латиноамериканец. Другой латиноамериканец. Брызжущие струи воды. Под ними латиноамериканцы. Снова развалины. Опять латиноамериканцы. Немецкий орёл. Парадный строй немецких войск. Зимняя колонна военнопленных. Строй немецких солдат с ранцами. Пленные. Немецкие солдаты. Пленные. Латиноамериканка с ребёнком. Пленный с обмотками на ногах. Развалины Сталинграда. Стреляющий танк. Развалины. Стреляющая пушка. Развалины. Брызжащие струи воды. Латиноамериканцы.
Под музыку без слов. Бьёт в барабан латиноамериканец. Скачет всадник. Водопад. Всадник скачет. Снова арена. На арене солдаты и пленные. Бьёт барабан. Всадник скачет. Вода падает. Арена наполняется. Люди кричат. Всадник скачет. Всадников становится больше. Барабан бьёт. Солдаты на арене построились в шеренгу, пленные собраны в центре. Женщина хватается за голову. Люди кричат. Барабан бьёт. На арене не видно пленных. Но пришли огромные толпы гражданских. Приближается яркий свет в конце автомобильного туннеля.
Под песню «Сонет любви». Снова поезд летит кувырком. Образы матерей. Образы отцов. Взметаются длинные волосы. Летят птицы. Улыбается девушка. Синее небо с облаками. Разлетаются осколки зеркала. У камней бушует море. Женщина с пустыми глазами. Бегущие дети. Клубящиеся по небу облака.

## Съёмочная группа
| Автор сценария            | Алексей Спешнев                                                                        |
| Режиссёр                  | Николай Серебряков                                                                     |
| Художник-постановщик      | Николай Серебряков, Алина Спешнева                                                     |
| Художники                 | В. Абакумов, И. Доброницкая, Н. Корнева, Лилианна Лютинская, Николай Титов             |
| Художники-мультипликаторы | Александр Горленко, Наталия Дабижа, Лев Рябинин, Ирина Собинова-Кассиль, Николай Титов |
| Оператор                  | Юрий Нейман                                                                            |
| Монтажёр                  | Надежда Трещёва                                                                        |
| Редактор                  | Наталья Абрамова                                                                       |
| Консультант               | Вера Кутейщикова                                                                       |
| Композитор                | Геннадий Гладков                                                                       |
| Звукооператор             | Виктор Бабушкин                                                                        |
| Директор картины          | Натан Битман                                                                           |
| Поют                      | Михаил Боярский, Алиса Фрейндлих                                                       |

## Технические данные
| Возрастная категория    | 0+                                               |
| Тип                     | смешанная техника                                |
| Цветность               | цветной                                          |
| Продолжительность       | 19 минут 3 секунды или 20 минут                  |
| Количество серий        | 1                                                |
| Киностудия              | «Союзмультфильм» (объединение кукольных фильмов) |
| Страна производства     | СССР                                             |
| Дата производства       | 1975 год                                         |
| Прокатное удостоверение | № 214002216 от 09.02.2016                        |

## Награды
- 1976 — приз за лучшую режиссуру VI международного кинофестиваля короткометражных и документальных фильмов в г. Гренобль (Франция)[5][3].
- 1977 — большой приз VII международного кинофестиваля короткометражных фильмов в г. Тампере (Финляндия)[13][5][3].

## Описание, отзывы и критика
Публицистический анимационный фильм на основе жизни и творчества великого чилийского поэта Пабло Неруды. Посвящён памяти Пабло Неруды.
По мнению редактора мультфильма Натальи Абрамовой, «Поезд памяти» был создан из образов, почерпнутых в творчестве великого чилийского поэта Пабло Неруды. Фильм рассказывает о судьбе Неруды, неразрывно связанной с судьбой его многострадальной Родины. Фильм давал возможность зрителю остро ощутить трагедию Чили, почувствовать свою сопричастность происходившим в мире событиям.
По мнению М. Платовой, режиссёр Серебряков был вдохновлён политической поэзией Пабло Неруды. Скупой и строгой, но оригинальной изобразительной манерой своего фильма «Поезд памяти» он удивительно точно раскрыл торжественный трагизм строф Неруды.
Благодаря музыке Геннадия Гладкова, точно попавшей в тон концепции фильма «Поезд памяти», уже самое начало ленты позволяет судить о её художественном образе в целом. Эта музыка занимает особое место в творчестве композитора, поскольку лента посвящена современной гражданской теме. Несмотря на то, что сюжет фильма развивается не линейно, а путём импровизационного развёртывания живописных образов, музыкальная концепция фильма является завершённой и особенно стройной. При этом изображение и звук в фильме теснейшим образом взаимосвязаны. Музыка дополняет ассоциативную связь символичных стихов Неруды с возникающими на экране зрительными образами. Стилистика видеоряда, попеременно напоминающего то экспрессию Пикассо, то наивные, но в то же время мудрые детские рисунки, то картины чилийских живописцев, весьма изысканна. Музыке придан яркий национальный колорит, её жанровое начало (чаще всего танцевальное) легко определимо. Через весь фильм единым мотивом и звукового и зрительного рядов проходит противопоставление и конфликт непримиримых идей: детства и разрушений, любви и насилия, войны и мира, жизни и смерти. Для картины очень точно подобраны стихи Неруды, не только светло и лирически воспевающие любовь к жизни и мир без войны, но и дающие описание образам зла и насилия. Конфликтные драматические коллизии в фильме возникают из-за резких переключений из одной образной сферы в другую, вызываемых последовательной подачей противоположных по своему содержанию произведений Неруды. Оригинальные художественные и музыкальные решения ленты, необычная методика развёртывания её образов, выводят «Поезд памяти» за границы стандартной мультипликации. Богатство выразительных средств, гармония мелодии, щедрость оркестровых красок, большой диапазон эмоций и мыслей отличают партитуру картины от всей другой музыки, сочинённой Гладковым до этого фильма. Позднее самостоятельность этой музыки подвигла композитора на создание одноимённого вокального цикла на её основе.
По мнению Ирины Бегизовой, сначала по стихам Пабло Неруды была создана фонограмма, а уже по ней рисовался фильм «Поезд памяти». Музыкальная драматургия композитора Геннадия Гладкова придала фильму форму вокального цикла с двумя интермедиями.
По мнению Сергея Асенина, волнующая публицистическая кинопоэма «Поезд памяти» пронизана гневом и ненавистью к фашизму. Этот новаторский, необычный и смелый фильм стал самым сильным и ярким воплощением стремления режиссёра Серебрякова к современной тематике. Режиссёру удалось перенести на экран всю лиричность, всю эпичность стихов и дневников чилийского поэта Неруды. В коротких, но ёмких эпизодах один за другим предстают трагические образы гражданской войны 1936—1937 годов в Испании, Великой Отечественной войны, борьбы чилийского народа с фашистской хунтой, перемежающиеся обычными трудовыми буднями, светлыми и тяжёлыми минутами жизни простых людей труда. Для передачи многообразия смыслов Неруды, творцы фильма прибегли ко всем доступным средствам изобразительного искусства. Методом коллажа были совмещены документальные кадры кинохроники и фрагменты монументальной живописи. Использовались народные ритмы и мелодии. Стихи Неруды составили стержень сюжета фильма.
По мнению Натальи Кривули, несмотря на то, что фильм «Поезд памяти» был создан по заказу официальной власти, он обладает несомненными художественными достоинствами. Под маской вечных тем в фильме предстают злободневные проблемы современности, а реальность предстаёт в историко-культурологической перспективе. Коллажность образного мышления привела к возникновению в структуре этого фильма сложных по внутренней организации композиций, с разностью фактур и изобразительных начал. При этом коллажи были использованы не только в целях простой склейки изображений, но и для сочетания нескольких семантических полей и контекстов, объединяющихся единым изобразительным языком. Знаковая система художественных образов фильма заимствована из произведений классического искусства. Соединившись в фильме в единое целое, образы, заимствованные из разных источников разных эпох, создали целый новый своеобразный мир Неруды, в котором перемешаны временные слои прошлого и настоящего. Семантическое поле фильма имеет огромное количество потенциальных значений, полнота его расшифровки зависит исключительно от культурного багажа и жизненного опыта зрителя.
По мнению Александры Васильковой, экспериментальная работа Серебрякова «Поезд памяти» с зонгами на стихи Неруды не была удачной, поскольку осталась в прошлом вместе с описанными в ней событиями.
По мнению Веры Приходько, фильм «Поезд памяти» представляет собой обобщённое восприятие режиссёром Серебряковым творчества и личности Пабло Неруды.
По мнению Владимира Крючкова, «Поезд памяти» — это прекрасный мультипликационный фильм, оставленный творческой парой Серебряков — Спешнева, чуть менее известной, чем пара Норштейн — Ярбусова. Несмотря на то, что этот фильм мало кто вспоминает, для своего времени он был авангардом, прорывом в мультипликации.